# Agalinis fiebrigii
Agalinis fiebrigii là loài thực vật có hoa thuộc họ Cỏ chổi. Loài này được (Diels) D'Arcy mô tả khoa học đầu tiên năm 1978.